# Sylvester (Patriarch von Antiochien)
Sylvester (* ca. 1680 auf Zypern; † 13. März 1766) war rum-orthodoxer Patriarch von Antiochien.
Geboren wurde er als Sohn des Giorgis und der Fotoni, Schwester des rum-orthodoxen Patriarchen Athanasios III. Dabbās. Mönch geworden auf dem Athos, wurde er von Athanasios zu seinem Nachfolger bestimmt. In Damaskus gewählt und von der Synode in Konstantinopel bestätigt, wurde er dort am 8. Oktober 1724 vom Ökumenischen Patriarchen Jeremias III. (sed. 1716–1726 u. 1732–1733) inthronisiert. Sylvester unterhielt beste Beziehungen zum Fürstenhof der Walachei und konnte dort eine Reihe von christlich-arabischen Büchern drucken lassen. 